# Cementerio de los Andinistas
El Cementerio de los Andinistas o Cementerio Andinista es un cementerio y monumento dedicado a los montañistas fallecidos durante el ascenso o el descenso del cerro Aconcagua. Este lugar se encuentra cerca de la localidad de Puente del Inca, ubicado en los Andes argentinos.

## Ubicación
El cementerio está ubicado a 1.000 metros de la localidad de Puente del Inca (provincia de Mendoza), dentro del Parque Provincial Aconcagua, y a 14 kilómetros de la frontera con Chile. Se puede acceder al mismo por la carretera nacional 72.

## Historia

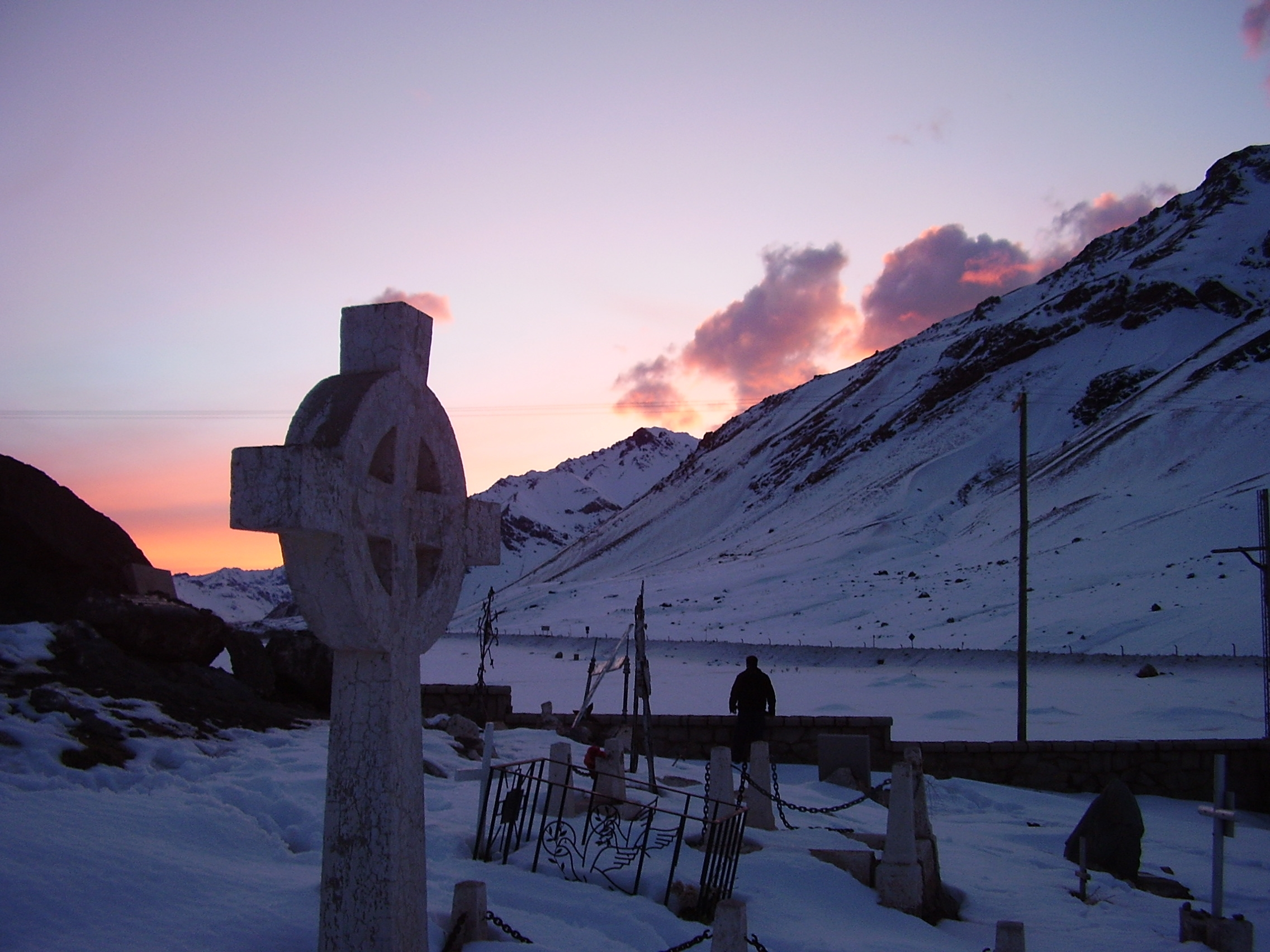
Vista del Cementerio de los Andinistas.

Inicialmente recogió los cuerpos no reclamados de los numerosos trabajadores que se turnaban en la construcción de la línea ferroviaria del Ferrocarril Trasandino Los Andes-Mendoza. Allí fueron enterrados trabajados y funcionarios del ferrocarril, como el médico Eduard J. Cotton, quien murió luego de contraer la difteria, enfermedad que estaba tratando de combatir entre los trabajadores.
En 1928 recibió los primeros restos no reclamados de un andinista británico, Basil Marden, que había muerto el año anterior y había sido encontrado congelado en la montaña. Entre las personas que están enterrados allí se encuentran: Juan Stepanek, Juan Jorge Link, Adriana Bance, Albert Kneiid, Walter Schiller, familia Rubina, Doris Adela Ward, Néstor Zapata, María Ferreira, Carlos Oscar García, Juan Fiorini, José Antonio Alma Cija, General Nicolás Plantamura, Coronel Valentín Julián Ugarte, Coronel Carlos Driolet, Teniente coronel Jorge Santos de Oro.
Con el tiempo, se ha podido establecer tres etapas para el crecimiento del cementerio: una primera que corresponde a la construcción del ferrocarril, en la cual la mayoría de las personas inhumadas son trabajadores; una segunda, que corresponde a andinistas que fallecieron intentando hacer cumbre (más de 20); y una última, denominada voluntaria, producto de la gente que pide ser sepultados en este cementerio.